# 總統特種師
總統特種師，是由扎伊爾共和國總統蒙博托·塞塞·塞科於1985年創建的精銳軍事力量。該單位負責他的人身安全，人數約為 5000-10000人（1988年估計為 5,200人）。在1986年被擴大之前被稱為總統特別旅，是該國直屬於總統但又彼此互相競爭的單位之一。 在以色列顧問的訓練下，總統特種師是扎伊爾國內為數不多的準時支付全薪的單位之一。它由蒙博託的表亲艾蒂安·恩齊姆·恩格巴爾·孔戈·巴薩將軍指揮。這些士兵只是從蒙博托自己所屬的恩本迪族招募。 該部隊被用來對付政府內部對手或疑似對手。被帶走的人遭受酷刑，未經審判即被監禁，被流放，或者就是失踪了。
在盧旺達內戰開始後，蒙博托派遣了數百名總統特種師成員支援朱韦纳尔·哈比亚利马纳政府。  1993年，總統特種師派去平息北基伍省馬西西地區的騷亂，但在與胡圖族居民站在一起反對土著巴孔德人之後，情況惡化了。聯合國1996年的一份報告指出，總理艾蒂安·齊塞凱迪及其工作人員受到他們的例行監視和騷擾。
總統特種師在第一次剛果戰爭後瓦解。